# Klinja vas
Klinja vas – wieś w Słowenii, w gminie Kočevje. W 2018 roku liczyła 230 mieszkańców.